# Nicolas Grout
Pour les articles homonymes, voir Grout.
Nicolas Jules Grout est un homme politique français né le 28 décembre 1820 à Envermeu (Seine-Maritime) et décédé le 18 janvier 1888 à Envermeu.
Il est député de Seine-Maritime de 1884 à 1885, siégeant à droite. Il n'est pas réélu en 1885.

## Sources
- « Nicolas Grout », dans Adolphe Robert et Gaston Cougny, Dictionnaire des parlementaires français, Edgar Bourloton, 1889-1891 [détail de l’édition] [texte sur Sycomore]